# Turtwig
Turtwig (japanski: ナエトル Naetoru) jedan je od 1025 fiktivnih vrsta Pokémona iz medijske franšize Pokémon, skupa Pokémon videoigara, animiranih serija, manga stripova, knjiga, igraćih karata i drugih medija kojima je tvorac Satoshi Tajiri. Svrha je Turtwiga u videoigrama, animiranoj seriji i manga stripovima, kao i svrha ostalih Pokémona, borba s divljim Pokémonima – neukroćenim stvorenjima koje igrači i likovi pronalaze dok kreću na razne avanture – i pripitomljenim Pokémonima drugih Pokémon trenera.
Ime Turtwig dolazi od engleskih riječi "turtle" = kornjača, odnoseći se na njegov izgled, i "twig" = grančica, odnoseći se na malu grančicu na glavi ovog Pokémona. Njegovo japansko ime, Naetle, vjerojatno je kombinacija japanske riječi "nae" = mladica, i engleske riječi "turtle" = kornjača.

## Biološke karakteristike
Turtwig nevjerojatno podsjeća na nasrtljivu kornjaču, životinju iz porodice gmazova, koja postoji u stvarnom svijetu, iako joj, po naravi, nije ni približno sličan. Na vrhu Turtwigove glave raste malena biljka. Ovo je samo izdanak te biljke, a kada potpuno evoluira, izdanak će izrasti u stablo. Ima snažnu i veoma razvijenu čeljust. Glava i gornja čeljust, kao i njegovo čitavo tijelo svijetlozelene je boje. Donja čeljust i stopala žute su boje. Ima malen oklop na leđima tamnosmeđe boje, s crnim rubom i crnom poprečnom linijom preko oklopa.

## U videoigrama
Jedna od glavnih značajki u većini Pokémon igara––od Pokémon Red i Blue videoigara za Nintendo Game Boy, do Pokémon Diamond i Pearl videoigara za Nintendo DS––izbor je triju različitih Pokémona na početku igračeve Pokémon avanture: ta tri Pokémona etiketirana su kao početni Pokémoni. Igrač bira između Travnatog, Vatrenog ili Vodenog Pokémona autohtonog za o područje; jedina iznimka ovog pravila je Pokémon Yellow videoigra, gdje igrač dobiva Pikachua, Električnog Pokémon-miša, poznatog kao maskotu Pokémon medijske franšize.
Turtwig je izbor Travnatog Pokémona u Pokémon Diamond i Pearl videoigrama za Nintendo DS. Turtwig ima ograničen niz tehnika koje primarno uključuju Mračne i Travnate napade, s Mračnim napadima koji su tu za činjenje štete, poput Ugriza (Bite) i Drobljenja (Crunch), te Travnatim napadima za činjenje štete i iscijeljivanje, poput Upijanja (Absorb) i Giga isušivanja (Giga Drain). Isto tako, Turtwig uči napad Lisnate oluje (Leaf Storm) koja je Travnati ekvivalent Vatrenom napadu Pregrijavanja (Overheat) i Psihičkom Psiho uzdizanju (Psycho Boost).
Turtwig je sličan Bulbasauru, Chikoriti i Treecku, ostalim Travnatim Pokémonima prvih triju generacija Pokémona.
Turtwiga koristi Gardenia, Vođa dvorane grada Eterne.

## U animiranoj seriji
Turtwig se prvi put pojavio u prvoj epizodi Pokémon animirane serije Diamond i Pearl generacije, kao jedan od Pokémona u laboratoriju profesora Rowana. Kasnije, u šestoj epizodi, Ash uhvati divljeg Turtwiga. 